# Клубний чемпіонат світу з волейболу серед жінок 2022
Клубний чемпіонат світу з волейболу 2022 — 15-й розіграш турніру, що проходив у турецькій Анталії з 14 по 18 грудня. У змаганні брали участь шість команд..

## Учасники
| Команда (Конфедерація) | Досягнення                                  |
| ---------------------- | ------------------------------------------- |
| «Еджзаджибаши» (CEV)   | Господар турніру                            |
| «Дентіл Прайя» (CSV)   | Друге місце в Південній Америці 2022 року   |
| «Гердау Мінас» (CSV)   | Клубний чемпіон Південної Америки 2022 року |
| «Імоко Воллей» (CEV)   | Фіналіст Ліги європейських чемпіонів 2022   |
| «Куаниш» (AVC)         | Переможець Ліги азіатських чемпіонів 2022   |
| «Вакіфбанк» (CEV)      | Переможець Ліги європейських чемпіонів 2022 |

## Формат
Шість команд розділені на дві групи по три команди в кожній і грають один з одним за коловою системою. Дві кращі команди з кожної групи виходять до півфіналу.
Стадія нокауту. Команда, яка зайняла перше місце в групі A, грає півфінальний матч проти команди, яка зайняла друге місце в групі B, а команда, яка зайняла перше місце в групі B, грає півфінальний матч проти команди, яка посідає друге місце в групі A. Переможці півфіналу грають за титул клубного чемпіона світу і також проводиться матч за бронзові медалі.
Для визначення місць у підсумковій таблиці враховувалися наступні критерії:
1. Кількість перемог
2. Набрані очки
3. Результат особистої зустрічі
4. Коефіцієнт набраних очок
5. Результат останнього матчу між нічийними командами[5].

Нарахівання очок:
- Матч виграний з рахунком 3–0 або 3–1: 3 бали для переможця[5].
- Матч виграний з рахунком 3–2: 2 бали для переможця, 1 бали для переможеного[5].

## Груповий етап

### Група А
| Місце | Команда        | Матчів | Матчів | Очки | Сетів | Сетів | Сетів   | Бали | Бали | Бали    |
| Місце | Команда        | В      | П      | Очки | В     | П     | Різниця | В    | П    | Різниця |
| ----- | -------------- | ------ | ------ | ---- | ----- | ----- | ------- | ---- | ---- | ------- |
| 1     | «Імоко Воллей» | 2      | 0      | 6    | 6     | 1     | 6.000   | 171  | 147  | 1.163   |
| 2     | «Еджзаджибаши» | 1      | 1      | 3    | 4     | 3     | 1.333   | 158  | 143  | 1.105   |
| 3     | «Дентіл Прайя» | 0      | 2      | 0    | 0     | 6     | 0.000   | 111  | 150  | 0.740   |

| Дата      | Час   |                | Рахунок |                | Сет 1 | Сет 2 | Сет 3 | Сет 4 | Сет 5 | Всього | Звіт      |
| --------- | ----- | -------------- | ------- | -------------- | ----- | ----- | ----- | ----- | ----- | ------ | --------- |
| 14 грудня | 16:30 | «Еджзаджибаши» | 3–0     | «Дентіл Прайя» | 25–14 | 25–15 | 25–18 |       |       | 75–47  | P2 Report |
| 15 грудня | 16:30 | «Імоко Воллей» | 3–0     | «Дентіл Прайя» | 25–22 | 25–21 | 25–21 |       |       | 75–64  | P2 Report |
| 16 грудня | 16:00 | «Еджзаджибаши» | 1–3     | «Імоко Воллей» | 18–25 | 25–21 | 22–25 | 18–25 |       | 83–96  | P2 Report |

### Група Б
| Місце | Команда        | Матчів | Матчів | Очки | Сетів | Сетів | Сетів   | Бали | Бали | Бали    |
| Місце | Команда        | В      | П      | Очки | В     | П     | Різниця | В    | П    | Різниця |
| ----- | -------------- | ------ | ------ | ---- | ----- | ----- | ------- | ---- | ---- | ------- |
| 1     | «Вакіфбанк»    | 2      | 0      | 6    | 6     | 0     | MAX     | 151  | 114  | 1.325   |
| 2     | «Гердау Мінас» | 1      | 1      | 3    | 3     | 3     | 1.000   | 142  | 123  | 1.154   |
| 3     | «Куаниш»       | 0      | 2      | 0    | 0     | 6     | 0.000   | 94   | 150  | 0.627   |

| Дата      | Час   |                | Рахунок |                | Сет 1 | Сет 2 | Сет 3 | Сет 4 | Сет 5 | Всього | Звіт      |
| --------- | ----- | -------------- | ------- | -------------- | ----- | ----- | ----- | ----- | ----- | ------ | --------- |
| 14 грудня | 19:30 | «Вакіфбанк»    | 3–0     | «Куаниш»       | 25–15 | 25–15 | 25–17 |       |       | 75–47  | P2 Report |
| 15 грудня | 20:00 | «Вакіфбанк»    | 3–0     | «Гердау Мінас» | 25–22 | 26–24 | 25–21 |       |       | 76–67  | P2 Report |
| 16 грудня | 19:00 | «Гердау Мінас» | 3–0     | «Куаниш»       | 25–14 | 25–13 | 25–20 |       |       | 75–47  | P2 Report |

## Плейоф
- Увесь час указано за турецьким часом (UTC+03:00).

### Півфінал
| Дата   | Час   |                | Рахунок |                | Сет 1 | Сет 2 | Сет 3 | Сет 4 | Сет 5 | Всього | Звіт      |
| ------ | ----- | -------------- | ------- | -------------- | ----- | ----- | ----- | ----- | ----- | ------ | --------- |
| 17 Dec | 16:30 | «Імоко Воллей» | 3–0     | «Гердау Мінас» | 25–12 | 25–17 | 25–21 |       |       | 75–50  | P2 Report |
| 17 Dec | 20:00 | «Вакіфбанк»    | 3–0     | «Еджзаджибаши» | 25–21 | 25–19 | 25–23 |       |       | 75–63  | P2 Report |

### Матч за 3 місце
| Дата   | Час   |                | Рахунок |                | Сет 1 | Сет 2 | Сет 3 | Сет 4 | Сет 5 | Всього | Звіт      |
| ------ | ----- | -------------- | ------- | -------------- | ----- | ----- | ----- | ----- | ----- | ------ | --------- |
| 18 Dec | 13:00 | «Гердау Мінас» | 1–3     | «Еджзаджибаши» | 22–25 | 25–23 | 10–25 | 21–25 |       | 78–98  | P2 Report |

### Фінал
| Дата   | Час   |                | Рахунок |             | Сет 1 | Сет 2 | Сет 3 | Сет 4 | Сет 5 | Всього | Звіт      |
| ------ | ----- | -------------- | ------- | ----------- | ----- | ----- | ----- | ----- | ----- | ------ | --------- |
| 18 Dec | 16:00 | «Імоко Воллей» | 3–1     | «Вакіфбанк» | 25–18 | 22–25 | 25–21 | 25–21 |       | 97–85  | P2 Report |

## Підсумки турніру
| Місце | Клуб                       | Склад | Тренер             |
| ----- | -------------------------- | --- | ------------------ |
| 1     | «Імоко Воллей» (Конельяно) | Роберта Карраро, Кетрін Пламмер, Келсі Робінсон, Федеріка Скуарчіні, Робін де Крюйф, Алессія Дженнарі, Алекса Грей, Марина Лубіан, Моніка Де Дженнаро, Ізабель Гок, Іленія Перікаті, Елеонора Фурлан, Йоанна Волош (к), Анна Бардаро          | Даніеле Сантареллі |
| 2     | «Вакіфбанк» (Стамбул)      | Джансу Озбай, Айча Айкач (л), Кюбра Акман, Чіака Огбогу, Паола Егону, Габрієла Гімарайнш, Буркет Гюлюбай, Алексія Керуцашу, Кара Баєма, Айлин Аджар, Дерья Джебеджіоглу, Зехра Гюнеш, Ніка Даалдероп, Бахар Акбай                             | Джованні Гвідетті  |
| 3     | «Еджзаджибаши»             | Туна Айбюке Озел, Сімге Шебнем Акез, Тіяна Бошкович, Бейза Аричи, Лаура Гейрман, Саліха Шахін, Ханде Баладин, Ясемін Гювелі, Майя Огнєнович, Еліф Шахін, Саманта Фабріс, Япрак Еркек, Ірина Воронкова, Шінед Джек                             | Ферхат Акбаш       |
| 4     | «Гердау Мінас»             | Карол Гатташ, Йонкайра Пенья, Пріскіла Даройт, Таїса Менезес, Нієме Коста, Жулія Кудієсс, Кісі Наскіменто, Пріскіла Олівейра, Ларісса Фортеш, Жакеліне Піна, Луїза Вісенте, Ларісса Мендес, Пріскіла Рамос, Ребека Сілва                      | Нікола Негро       |
| 5     | «Дентіл Прайя»             | Браєлін Мартінес, Хінейрі Мартінес, Клаудія ла Сілва, Ангеліка Малінверно, Тайнара Сантос, Анне Буейс, Аріане Тейшейра, Касієлі Клементе, Жуліана Пердіган, Ана Кароліна да Сілва, Ванесса Янке, Суелен Пінто, Летісія Аже, Ліара Медейрос.   | Пауло Баррос       |
| 6     | «Куаниш»                   | Лора Кітіпова, Сабіра Бекішева (л), Альона Колотигіна, Катерина Михайлова, Ботагоз Єссімхан, Тетяна Алдошина (к), Олеся Фельдбуш, Юлія Боровкова, Маєва Орле, Маргарита Бельченко, Анастасія Коломієць, Кристина Швидка (л), Наталія Смірнова | Дарко Добресков    |

## Найкращі гравці
| - Найкращий гравець Ізабель Гок (SWE) - Найкращий пасуючий Йоанна Волош (POL) - Best Outside Spikers Келсі Робінсон (USA) Габрієла Гімарайнш (BRA) | - Найкращий центральний блокуючий Чіака Огбогу (USA) Зехра Гюнеш (TUR) - Best Opposite Spiker Ізабель Гок (SWE) - Найкращий ліберо Моніка Де Дженнаро (ITA) |